# Chak Kashipur
Chak Kashipur è una suddivisione dell'India, classificata come census town, di 11.155 abitanti, situata nel distretto dei 24 Pargana Sud, nello stato federato del Bengala Occidentale. In base al numero di abitanti la città rientra nella classe IV (da 10.000 a 19.999 persone).

## Società

### Evoluzione demografica
Abitanti censiti

Al censimento del 2001 la popolazione di Chak Kashipur assommava a 11.155 persone, delle quali 6.149 maschi e 5.006 femmine. I bambini di età inferiore o uguale ai sei anni assommavano a 1.469, dei quali 743 maschi e 726 femmine. Infine, coloro che erano in grado di saper almeno leggere e scrivere erano 7.230, dei quali 4.410 maschi e 2.820 femmine.